# Óli Mortensen
Óli Mortensen (Tórshavn, 1996. február 7. –) feröeri úszó, a Havnar Svimjifelag (HS) és a feröeri úszóválogatott versenyzője. 2017 közepén 200 méteres pillangóúszásban ő tartja a feröeri csúcsot, rövidpályán is.

## Pályafutása
A 2015-ös Szigetjátékokon Jersey-n két ezüst- és négy bronzérmet szerzett, utóbbiak közül kettőt a feröeri váltó tagjaként. Mindkét ezüstérmes számban Pál Joensen végzett előtte.
A 2017-es budapesti úszó-világbajnokságon 800 méteres gyorsúszásban és 1500 méteres gyorsúszásban indult.